# Frang Bardhi
Frang Bardhi (1606–1643; på latin Franciscus Blancus; på italienska Francesco Bianchi) var en tidig albansk biskop och en känd författare.
Bardhi föddes antingen i Kallmet eller i Nënshat nära Lezha i Zadrimaregionen i norra Albanien. Han kom från en familj högt uppsatt inom den katolska kyrkans hierarki och bistod med tjänstemän till Republiken Venedig.
1606 reste Bardhi till Loreto i Italien för att studera teologi vid Illyriska kollegiet, och sedan även vid det påvliga kollegiet i Rom.
1636 utsågs han till biskop över Sapa och Sarda, troligen tack vare familjeinflytande. Från 1637 skickade han rapporter till Propagandakongregationen som innehöll information om hans stift, kyrkans ställning, utvecklingen i Albanien och albanska sedvänjor. 1641 flyttade han tillbaka till Rom, där han avled två år senare.
Bardhi är ihågkommen som den sannolikt förste som skrivit ett albanskt lexikon, Dictionarium Latino-Epiroticum, Rom 1635 (Latinskt-Epirotiskt lexikon). Ordboken innehöll 5640 ord. Bardhi skrev på latin även en biografisk avhandling om Skanderbeg för att motbevisa påståendet av en bosnisk biskop som hävdade att Skanderbeg hade bosniskt ursprung.

### Fotnoter
1. ↑  International Standard Name Identifier (ISNI), ISNI: 0000000061254451, läs online, läst: 14 oktober 2015.[källa från Wikidata]
2. ↑  Aaron Swartz, Open Library, Open Library-ID: OL1281253A, läst: 9 oktober 2017.[källa från Wikidata]
3. ↑  Store norske leksikon, Store norske leksikon-ID: Frang_BardhiStore_norske_leksikon.[källa från Wikidata]
4. ↑  Internetowa encyklopedia PWN-ID: 3874392.[källa från Wikidata]
5. ↑  Bibliothèque nationale de France, BnF Catalogue général : öppen dataplattform, id-nummer i Frankrikes nationalbiblioteks katalog: 12563675t, läst: 10 oktober 2015.[källa från Wikidata]
6. 1 2  Catholic Hierarchy person-ID: bnchif.[källa från Wikidata]